# Избори
 Тази статия е за процедурата.  За психологическия термин вижте Избор.  
Провеждането на избори е практика, използвана в демократичните държави, при която част от населението (гражданите на страната с избирателни права) избират свои представители в органите за управление на държавата.
Целта на изборите е формиране на органите на изпълнителната и законодателната власт и делегиране на пълномощия на длъжностните лица посредством свободно и пряко волеизявление на гражданите.
Процедурата на изборите се прилага в системата на държавното и местно управление и в тези организации, според уставите на които лицата на ръководни длъжности се посочват по изборен път.

## Избирателни системи
За провеждането на изборите съществуват няколко типа избирателни системи:
1. Мажоритарна избирателна система. Тя от своя страна има две разновидности:
а) Абсолютна мажоритарна система, при която кандидатът е избран, когато получи абсолютно мнозинство от гласове 50% плюс 1.
б) Относителна мажоритарна система, при която за избран се счита този кандидат, който получи най-големия брой гласове, като този брой може да се окаже по-малък от 50%.
2. Пропорционална избирателна система. При нея местата в колективните управляващи органи се разпределят според количеството получени гласове. Законодателствата често предвиждат този тип система да се съчетава с фиксиран изборен праг, като политическите сили, получили гласове под този праг, не се допускат до разпределението на местата за съответния управляващ орган. Тази мярка се прилага, за да се отсеят случайни политически течения без обществена тежест, да не се разсейва обществената енергия и да не се разстройва по-нататъшната работа на колективния орган с безкрайни препирни и всевъзможни гледни точки.
3. Преференциална избирателна система. Тя се базира на пропорционалната система, но освен пропорционално получените гласове се броят още един вид отметки. На изборните бюлетини има място освен за отметка на предпочитаната политическа сила, но и за предпочитания кандидат от тази политическа сила. По този начин избирателните листи се подреждат не от партийните ръководства, а пряко от избирателите. От всяка партия влизат не кандиатите, които са вписани на първо място в листите, а избраниците на обществото, получили най-много отметки срещу името си.
4. Смесена избирателна система. Тя представлява паралелно провеждане на горните типове избирателни системи, при което част от кандидатите се избират според мажоритарната система, а част – според пропорционалната или пропорционално-преференциалната.

## Избирателен ценз
За да се защити демократичния процес от некомпетентна намеса и безотговорно въздействие, в редица законодателства се предвижда избирателен ценз, като лицата, не покриващи изискуемия ценз, не получават право да гласуват. Най-прилаганите видове избирателен ценз са:
- възрастов
- по гражданство
- по уседналост
- по нелишеност от граждански права и др.

В по-стари времена, а и все още в някои страни съществуват и други видове ценз:
- образователен
- имуществен
- съсловен и др.

## Етапи на избирателния процес
В повечето страни изборите преминават в общи линии през следните етапи:
1. Определяне датата на изборите
2. Определяне на избирателните райони
3. Установяване на избирателните участъци
4. Създаване на избирателните органи
5. Регистрация на избирателите – преглеждане на спицсъцие, допълване, издаване на документи за гласуване на други места и други административни мерки
6. Издигане на кандидатите или партийните лист
7. Законови проверки дали кандидатите покриват изискванията на закона за поста, за който се кандидатират
8. Агитационен период – по време на който се провежда предизборната агитация
9. Гласуване
10. Екзит-пол или провеждане на паралелни социологически преброявания
11. Броене на гласовете и осигуряване гаранции за коректността на този процес
12. Обявяване на окончателните резултати – в рамките на няколко дни след приключването на изборите

## Видове гласувания

### Изборна бюлетина
Изборните бюлетини се изготвят за всяка политическа сила по отделно или се прави една интегрална изборна бюлетина, чиято дължина понякога може да надхвърли и метър. Изборните бюлетини се избират или попълват при строго определен ред в тъмни стаички или зад паравани и след това се пускат пред очите на цялата секционна комисия в запечата изборна урна. След края на изборния ден урната се разпечатва, отваря, бюлетините се преброяват и резултатите се вписват в изборни протоколи, които заедно с всички изборни материали: използвани и неизползвани бюлетини, пликове, бланки, разрешителни, списъци и т.н. се запечатват в чували или кутии и се носят на районните избирателни комисии, които обобщават резултатите за района и препращат информацията към по-горна инстанция. Този процес на преброяване, проверка и обобщаване може да отнеме няколко дена.
В по-старо време, когато не е имало хартия или тя не е била широко разпространена, изборите са се провеждали с други средства. В древна Гърция например те се извършвали с камъчета: черно и бяло. Във възрожденска България, когато еснафът е предвиждал гласуване по някои спорни въпроси, те се провеждали с различни на цвят бобови зърна.

### Електронно гласуване
Електронното гласуване е два основни вида – дистанционно и присъствено. Дистанционното електронно гласуване може да се извърши чрез техническа система през Интернет или друга електронна мрежа. Машинното гласуване се извършва на място в избирателната секция като се гласува чрез специализирани машини. Електронният вид гласуване опростява и ускорява процеса на преброяване на гласовете и пести много разходи за хартия, време и др.
Дебатът дали електронното гласуване е достатъчно сигурно, защитено от манипулации и гарантиращо основните изискания за свободен вот продължава от години. Но няколко държави ползват електронно дистанционно гласуване отдавна. Най-успешен пример е Естония, където се гласува по интернет от 2005 г. и са проведени вече седем поредни национални избори с такава възможност. Два кантона в Швейцария гласуват от 2007 г. електронно, както и швейцарските граждани в чужбина; по същия начин изразяват вота си и френските граждани от чужбина за избор на своята специална Асамблея, официален техен представителен орган в страната. Макар да има достатъчно критични анализи, разкриващи вероятни сценарии за хакерски атаки срещу електронното гласуване, не са демонстирани успешни пробиви е реалните системи за електронно гласуване, ползвани на държавно ниво. Повечето посочвани проблеми на електронното гласуване са хипотетични или въпрос на подобряване на оперативната сигурност (процедури и тяхното спазване), каквато демонстрират огромен брой бизнеси по света.

## Тайна на вота
Законодателството, административните органи и избирателните комисии са длъжни да осигурят всичко възможно, за да се запази тайната на вота на всяко лице, упражнило избирателните си права. Те са длъжни да следят за всякакви опити за манипулация на гражданите от страна на политическите сили по време на избирателния процес, да предотвратяват неправомерни въздействия и ако се налага да се обръщат към органите на реда.

## Видове избори

### Според редовността
Съществуват няколко вида избори според тяхната редовност:
- Редовни – след изтичане на законно установения срок на предоставяне на пълномощията.
- Предсрочни – извършват се при по-ранно прекратяване на пълномощията на избраните длъжностни лица и хора.
- Извънредни – извършват се при извънредни, често кризисни обстоятелства, когато е необходимо бързо да се овластят новите представители на властта.
- Повторни, т.нар. балотажи – провеждат се, когато при първото гласуване не е излъчен категоричен победител в изборите според правилата на действащото законодателство.

### Според целта
Според формата на държавно управление се провеждат и съответните избори:
- Президентски избори за пряк избор на президент и вицепрезидент. Изборите са мажоритарни. Президентът се избира, ако за него са гласували 50% плюс 1 глас. Ако никой кандидат не постигне този резултат, се отива на балотаж между първия и втория кандидат според броя на получените при първия избор гласове. Президентски избори в България се провеждат на всеки 5 години.
- Парламентарни избори за избор на депутати в законодателния орган на страната. Изборите могат да са от различен тип: пропорционални, мажоритарни, преференциални или смесени. Типът и редовността им се определят от действащия изборен кодекс. Редовните парламентарни избори в България се провеждат на всеки 4 години.
- Избори за местна власт – за избор на общински съветници и кметове. Също като при парламентарните избори и тези избори могат да са от различен тип. Местни избори в България се провеждат на всеки 4 години.
- Избори за Европейския парламент, наричани накратко „европейски избори“, се провеждат за избор на депутати в Европейския парламент. Те също като парламентарните избори могат да са от различен тип. Провеждат се на всеки 5 години в страните членки на ЕС. Европарламентарни избори в България се провеждат от приемането на страната за член на ЕС през 2007 г., като първите евроизбори през същата година са частични, а първите редовни избори се провеждат през 2009 година.